# Kobayashi Makoto (cầu thủ bóng đá)
Kobayashi Makoto (sinh ngày 12 tháng 7 năm 1990) là một cầu thủ bóng đá người Nhật Bản.

## Sự nghiệp câu lạc bộ
Kobayashi Makoto đã từng chơi cho Thespakusatsu Gunma.